# Куп конфедерација у фудбалу 2009.
| КОНКАФ (САД) КОНМЕБОЛ (Бразил) УЕФА (Шпанија и Италија) | КАФ (Јужноафричка Република и Египат) АФК (Ирак) ОФК (Нови Зеланд) |

Куп конфедерација у фудбал 2009. је осмо такмичење Купа конфедерација. Играо се од 14. до 28. јуна 2009. у Јужноафричкој Републици. Бранилац титуле је била репрезентација Бразила.

## Стадиони
Утакмице су се играле на следећим стадионима:
- Јоханезбург (Кока-кола парк - после проширења) 65.567 места
- Преторија (Стадион Лофтус Версфелд - после проширења) 50.000 места
- Блумфонтејн (Стадион Фри стејт - после проширења) 48.000 места
- Рустенбург (Краљевски стадион Бафокенг - после мање обнове) 42.000 места

- Стадион Лофтус Версфелд, Преторија

Требало је да се игра и на стадиону Нелсон Мандела Беј у Гебехи, међутим од тога се одустало јер стадион није био завршен на време. 

## Квалификоване репрезентације
- Јужноафричка Република (домаћин, 2. учешће)
- Италија (победник Светског првенства 2006, 1. учешће)
- Сједињене Државе (победник КОНКАКАФ Златни куп у фудбалу 2007., 4. учешће)
- Бразил КОНМЕБОЛ (победник Куп Америке 2007, 6. учешће)1
- Ирак (победник АФК Азијски куп 2007, 1. учешће)
- Египат (победник КАФ Афрички куп нација 2008. 2. учешће)
- Шпанија (победник Европског првенства 2008., 1. учешће)1
- Нови Зеланд (победник Океанијски куп нација 2008., 3. учешће)

1ФИФА је објавила да победници јужноамеричког и европског првенства нису обавезни учествовати.

## Систем такмичења
Осам квалификовних репрезентација подељене су у две групе. Састав група ће бити одређен жребом. Постоје два услова. Домаћин се налази у групи А, под бројем 1. Репрезентације из исте конфедерације морају бити у различитим групама. Пошто је домаћин у групи А Египат мора бити у групи Б. Раздвојене су и репрезентације Италије и Шпаније.
У групи игра свако са свакин једу утакмицу. Две првопласиране екипа из група иду у полуфинале, где ће унакрсно играти А1:Б2, А2:Б1. Победници играју у финалу. 

## Групна фаза

### Група А

#### Резултати
| Јужна Африка | 0–0 Детаљи | Ирак |
| ------------ | ---------- | ---- |
|              |            |      |

| Нови Зеланд | 0 –5 Детаљи | Шпанија                                    |
| ----------- | ----------- | ------------------------------------------ |
|             |             | Торес 6’ 14’ 17’ · Фабрегас 24’ · Виља 48’ |

| Шпанија  | 1 –0   | Ирак |
| -------- | ------ | ---- |
| Виља 55’ | Детаљи |      |

| Јужна Африка   | 2–0 Report | Нови Зеланд |
| -------------- | ---------- | ----------- |
| Паркер 21’ 52’ |            |             |

| Ирак | 0 –0 | Нови Зеланд |
| ---- | ---- | ----------- |
|      |      |             |

| Шпанија | 2 –0 | Јужна Африка |
| ------- | ---- | ------------ |
|         |      |              |

#### Табела
| Екипа        | Ута. | Поб. | Нер. | Изг | Г+ | Г- | ГР | Бод. |
| ------------ | ---- | ---- | ---- | --- | -- | -- | -- | ---- |
| Шпанија      | 3    | 3    | 0    | 0   | 8  | 0  | +8 | 9    |
| Јужна Африка | 3    | 1    | 1    | 1   | 2  | 2  | 0  | 4    |
| Ирак         | 3    | 0    | 2    | 1   | 0  | 1  | -1 | 2    |
| Нови Зеланд  | 3    | 0    | 1    | 2   | 0  | 7  | -7 | 1    |

### Група Б

#### Резултати
| Бразил                                            | 4:3 | Египат                    |
| ------------------------------------------------- | --- | ------------------------- |
| Кака 5’ 90’ (пен.) · Луис Фабијано 12’ · Жуан 37’ |     | Зидан 9’ 55’ · Shawky 54’ |

| Сједињене Државе   | 1:3 | Италија                      |
| ------------------ | --- | ---------------------------- |
| Донован 41’ (пен.) |     | Роси 58’ 90+4’ · Де Роси 72’ |

| Сједињене Државе | 0:3 | Бразил |
| ---------------- | --- | ------ |
|                  |     |        |

| Египат | 1:0 | Италија |
| ------ | --- | ------- |
|        |     |         |

| Италија | 0:3 | Бразил |
| ------- | --- | ------ |
|         |     |        |

| Египат | 0:3 | Сједињене Државе |
| ------ | --- | ---------------- |
|        |     |                  |

#### Табела
| Екипа   | Ута. | Поб. | Нер. | Изг | Г+ | Г- | ГР | Бод. |
| ------- | ---- | ---- | ---- | --- | -- | -- | -- | ---- |
| Бразил  | 3    | 3    | 0    | 0   | 10 | 3  | +7 | 9    |
| САД     | 3    | 1    | 0    | 2   | 4  | 6  | -2 | 3    |
| Италија | 3    | 1    | 0    | 2   | 3  | 5  | -2 | 3    |
| Египат  | 3    | 1    | 0    | 2   | 4  | 7  | -3 | 3    |

## Полуфинале
| Шпанија | 0 –2 Детаљи | Сједињене Државе         |
| ------- | ----------- | ------------------------ |
|         |             | Алтидор 27’ · Демсеј 74’ |

| Бразил    | 1–0 Детаљи | Јужна Африка |
| --------- | ---------- | ------------ |
| Алвес 88’ |            |              |

## Меч за треће место
| Шпанија                     | 3 –2 (пр) Детаљи | Јужна Африка    |
| --------------------------- | ---------------- | --------------- |
| Гуиза 87’ 88’ · Алонсо 107’ |                  | Мфела 73’ 90+3’ |

## Финале
| Бразил                       | 3 –2 Детаљи | Сједињене Државе        |
| ---------------------------- | ----------- | ----------------------- |
| Фабијано 46’ 74’ · Лусио 84’ |             | Демси 10’ · Донован 27’ |

| Победник Купа конфедерација 2009.   |
| ----------------------------------- |
| Репрезентација Бразила Трећа титула |

### Награде
| Златна копачка | Златна рукавица | Златна лопта | Пехар ФИФА за фер-плеј |
| -------------- | --------------- | ------------ | ---------------------- |
| Луис Фабијано  | Тим Хауард      | Кака         | Бразил                 |

| Сребрна копачка  | Сребрна лопта  |
| ---------------- | -------------- |
| Луис Фабијано    | Клинт Демпсеј  |
| Бронзана копачка | Бронзана лопта |
| Фернандо Торес   | Давид Виља     |

## Листа стрелаца
| 5 голова - Луис Фабијано 3 гола - Фернандо Торес - Давид Виља - Клинт Демпсеј 2 гола - Кака - Ђузепе Роси - Мохамед Зидан | - Катлего Мфела - Бернард Паркер - Данијел Гуиза - Лендон Донован 1 гол - Данијел Алвес - Пелипе Мело - Жуан - Лусио - Мајкон - Робињо | - Мохамед Хомос - Мохамед Шавкинс - Данијеле Де Роси - Ћаби Алонсо - Сеск Фабредо - Фернандо Љоренте - Џози Алтидор - Мајкл Бредли - Чарли Дејвис Аутогол - Андреа Досена (против Бразила) |